# Hallescher Fußball-Club 2015-2016
Questa voce raccoglie le informazioni riguardanti l'Hallescher Fußball-Club nelle competizioni ufficiali della stagione 2015-2016.

## Stagione
Nella stagione 2015-2016 l'Hallescher, allenato da Sven Köhler, Stefan Böger e Rico Schmitt, concluse il campionato di 3. Liga al 13º posto. In Coppa di Germania l'Hallescher fu eliminato al primo turno dall'Eintracht Braunschweig.

## Rosa
| N. |                      | Ruolo | Calciatore            |
| -- | -------------------- | ----- | --------------------- |
| 1  | Germania (bandiera)  | P     | Fabian Bredlow        |
| 3  | Germania (bandiera)  | D     | Dominic Rau           |
| 4  | Croazia (bandiera)   | C     | Ivica Banović         |
| 5  | Germania (bandiera)  | D     | Patrick Mouaya        |
| 6  | Germania (bandiera)  | A     | Toni Lindenhahn       |
| 7  | Germania (bandiera)  | D     | Florian Brügmann      |
| 8  | Germania (bandiera)  | A     | Tobias Müller         |
| 9  | Germania (bandiera)  | C     | Björn Ziegenbein      |
| 10 | Turchia (bandiera)   | A     | Selim Aydemir         |
| 11 | Germania (bandiera)  | C     | Mike-Steven Bähre     |
| 13 | Germania (bandiera)  | D     | Stefan Kleineheismann |
| 14 | Finlandia (bandiera) | A     | Timo Furuholm         |
| 15 | Germania (bandiera)  | A     | Lukas Stagge          |
| 18 | Germania (bandiera)  | C     | Tim Kruse             |

| N. |                        | Ruolo | Calciatore         |
| -- | ---------------------- | ----- | ------------------ |
| 19 | Germania (bandiera)    | C     | Yanick Tobias      |
| 20 | Germania (bandiera)    | A     | Sören Bertram      |
| 21 | Germania (bandiera)    | D     | André Wallenborn   |
| 22 | Germania (bandiera)    | C     | Maximilian Jansen  |
| 23 | Germania (bandiera)    | C     | Sascha Pfeffer     |
| 25 | Germania (bandiera)    | D     | Marcel Baude       |
| 26 | Francia (bandiera)     | C     | Dorian Diring      |
| 27 | Germania (bandiera)    | C     | Marco Engelhardt   |
| 28 | Germania (bandiera)    | D     | Jonas Acquistapace |
| 31 | Austria (bandiera)     | P     | Lukas Königshofer  |
| 32 | Germania (bandiera)    | P     | Tom Müller         |
| 34 | Germania (bandiera)    | D     | Max Barnofsky      |
| 35 | Inghilterra (bandiera) | A     | Osayamen Osawe     |

## Organigramma societario
Area tecnica
- Allenatore: Rico Schmitt
- Allenatore in seconda: Benjamin Duray, Marco Kämpfe, Dieter Strozniak
- Preparatore dei portieri: Jens Adler
- Preparatori atletici:

## Calciomercato

### Sessione estiva
| Acquisti | Acquisti              | Acquisti           | Acquisti |
| R.       | Nome                  | da                 | Modalità |
| -------- | --------------------- | ------------------ | -------- |
| D        | Jonas Acquistapace    | Wehen Wiesbaden    |          |
| P        | Fabian Bredlow        | Salisburgo         |          |
| C        | Dorian Diring         | Erzgebirge Aue     |          |
| D        | Stefan Kleineheismann | Rot-Weiß Erfurt    |          |
| A        | Tobias Müller         | Dinamo Dresda      |          |
| D        | Robin Urban           | Fortuna Düsseldorf |          |
| D        | André Wallenborn      | Colonia            |          |

| Cessioni | Cessioni          | Cessioni          | Cessioni |
| R.       | Nome              | a                 | Modalità |
| -------- | ----------------- | ----------------- | -------- |
| C        | Marcel Franke     | Greuther Fürth    |          |
| C        | Akaki Gogia       | Brentford         |          |
| D        | Florian Krebs     | Ulma              |          |
| P        | Niklas Lomb       | Preußen Münster   |          |
| A        | Stanley Ratifo    | VfB Auerbach      |          |
| C        | Alexander Schmitt | Union Sandersdorf |          |

### Sessione invernale
| Acquisti | Acquisti          | Acquisti    | Acquisti |
| R.       | Nome              | da          | Modalità |
| -------- | ----------------- | ----------- | -------- |
| C        | Mike-Steven Bähre | Hannover 96 |          |

| Cessioni | Cessioni           | Cessioni             | Cessioni |
| R.       | Nome               | a                    | Modalità |
| -------- | ------------------ | -------------------- | -------- |
| P        | Pierre Kleinheider | Alemannia Aquisgrana |          |
| D        | Robin Urban        | Jahn Ratisbona       |          |

## Risultati

### 3. Liga

#### Girone di andata
| Arbitro: | Osmers |

|                           |           |  |
| Breitkreuz 37’ Michel 89’ | Marcatori |  |

| Arbitro: | Petersen |

|  |           |                            |
|  | Marcatori | 74’ Schäffler 77’ Lewerenz |

| Arbitro: | Fritz |

|               |           |          |
| Beck 34’, 78’ | Marcatori | 1’ Osawe |

| Arbitro: | Sippel |

|                                       |           |  |
| Brügmann 35’ Bertram 63’ Furuholm 67’ | Marcatori |  |

| Arbitro: | Stark |

|                                  |           |                                   |
| Eilers 12’ Hefele 85’ Modica 87’ | Marcatori | 45’ (rig.) Bertram 74’ Engelhardt |

| Arbitro: | Heft |

|              |           |                                    |
| Furuholm 34’ | Marcatori | 59’, 80’ Reichwein 73’ (rig.) Kara |

| Aspach 15 settembre 2015, ore 18:30 CEST 7ª giornata | Sonnenhof G. | 0 – 0 referto | Hallescher | Mechatronik Arena (1 200 spett.)\| Arbitro: \| Bokop \| |
| Arbitro:                                             | Bokop        |               |            |                                                         |

| Arbitro: | Bläser |

|                                   |           |  |
| Diring 30’ Furuholm 61’ Osawe 78’ | Marcatori |  |

| Arbitro: | Storks |

|  |           |            |
|  | Marcatori | 89’ Müller |

| Arbitro: | Aarnink |

|                       |           |         |
| Osawe 23’ Bertram 29’ | Marcatori | 62’ Erb |

| Arbitro: | Sather |

|                        |           |  |
| Klement 69’ Saller 78’ | Marcatori |  |

| Arbitro: | Steinhaus-Webb |

|             |           |  |
| Bertram 87’ | Marcatori |  |

| Arbitro: | Petersen |

|                                                                   |           |                           |
| Osawe 23’, 25’, 71’ Bertram 41’ (rig.) Banović 51’ Engelhardt 83’ | Marcatori | 29’ Kazior 57’ von Haacke |

| Arbitro: | Winkmann |

|                                  |           |           |
| Conrad 36’ Cincotta 66’ Fink 81’ | Marcatori | 51’ Osawe |

| Arbitro: | Badstübner |

|           |           |            |
| Osawe 81’ | Marcatori | 32’ Königs |

| Arbitro: | Alt |

|                         |           |  |
| Álvarez 39’ Sembolo 90’ | Marcatori |  |

| Arbitro: | Koslowski |

|                  |           |           |
| Acquistapace 77’ | Marcatori | 53’ Berko |

| Aalen 28 novembre 2015, ore 14:00 CET 18ª giornata | Aalen      | 0 – 0 referto | Hallescher | Scholz-Arena (5 077 spett.)\| Arbitro: \| Willenborg \| |
| Arbitro:                                           | Willenborg |               |            |                                                         |

| Arbitro: | Kampka |

|                        |           |  |
| Bertram 20’ Diring 50’ | Marcatori |  |

#### Girone di ritorno
| Arbitro: | Fritz |

|             |           |                 |
| Bertram 27’ | Marcatori | 56’ Sukuta-Pasu |

| Arbitro: | Badstübner |

|  |           |                                                  |
|  | Marcatori | 33’ Aydemir 42’ Osawe 62’ Engelhardt 72’ Bertram |

| Arbitro: | Brand |

|                |           |               |
| Lindenhahn 32’ | Marcatori | 5’, 68’ Ernst |

| Arbitro: | Alt |

|               |           |  |
| Schindler 12’ | Marcatori |  |

| Halle 7 febbraio 2016, ore 14:00 CET 24ª giornata | Hallescher | 0 – 0 referto | Dinamo Dresda | Erdgas Sportpark (11 534 spett.)\| Arbitro: \| Meyer \| |
| Arbitro:                                          | Meyer      |               |               |                                                         |

| Arbitro: | Kempkes |

|  |           |            |
|  | Marcatori | 40’ Müller |

| Arbitro: | Börner |

|                                                    |           |             |
| Kruse 36’ Kleineheismann 61’ Bertram 67’ Osawe 75’ | Marcatori | 37’ Dittgen |

| Arbitro: | Schütz |

|          |           |                |
| Elva 63’ | Marcatori | 35’ Lindenhahn |

| Arbitro: | Pfeifer |

|                    |           |                                           |
| Kleineheismann 71’ | Marcatori | 36’ Karsanidis 51’ Daghfous 64’ Benatelli |

| Arbitro: | Steinhaus-Webb |

|                |           |                |
| Erb 13’ (rig.) | Marcatori | 40’ Lindenhahn |

| Arbitro: | Alt |

|            |           |            |
| Diring 58’ | Marcatori | 63’ Parker |

| Arbitro: | Stieler |

|                                |           |  |
| Köpke 34’, 49’, 74’ Kvesić 69’ | Marcatori |  |

| Arbitro: | Zorn |

|                                    |           |  |
| von Haacke 29’ (rig.) Yıldırım 60’ | Marcatori |  |

| Arbitro: | Stark |

|                    |           |                         |
| Banović 82’ (rig.) | Marcatori | 48’ Frahn 68’ Danneberg |

| Arbitro: | Rohde |

|  |           |                  |
|  | Marcatori | 17’, 77’ Aydemir |

| Arbitro: | Dietz |

|             |           |  |
| Banović 30’ | Marcatori |  |

| Arbitro: | Günsch |

|           |           |  |
| Berko 37’ | Marcatori |  |

| Arbitro: | Cortus |

|                                        |           |           |
| Engelhardt 32’ Pfeffer 39’ Aydemir 49’ | Marcatori | 11’ Menig |

| Arbitro: | Mix |

|                                   |           |            |
| Andrist 8’ Hoffmann 57’ Ülker 90’ | Marcatori | 2’ Aydemir |

### Coppa di Germania
| Arbitro: | Cortus |

|  |           |          |
|  | Marcatori | 67’ Zuck |

## Statistiche

### Statistiche di squadra
| Competizione      | Punti | In casa | In casa | In casa | In casa | In casa | In casa | In trasferta | In trasferta | In trasferta | In trasferta | In trasferta | In trasferta | Totale | Totale | Totale | Totale | Totale | Totale | DR |
| Competizione      | Punti | G       | V       | N       | P       | Gf      | Gs      | G            | V            | N            | P            | Gf           | Gs           | G      | V      | N      | P      | Gf     | Gs     | DR |
| ----------------- | ----- | ------- | ------- | ------- | ------- | ------- | ------- | ------------ | ------------ | ------------ | ------------ | ------------ | ------------ | ------ | ------ | ------ | ------ | ------ | ------ | -- |
| 3. Liga           | 48    | 19      | 9       | 5       | 5       | 33      | 21      | 19           | 4            | 4            | 11           | 15           | 27           | 38     | 13     | 9      | 16     | 48     | 48     | 0  |
| Coppa di Germania | -     | 1       | 0       | 0       | 1       | 0       | 1       | 0            | 0            | 0            | 0            | 0            | 0            | 1      | 0      | 0      | 1      | 0      | 1      | -1 |
| Totale            | 48    | 20      | 9       | 5       | 6       | 33      | 22      | 19           | 4            | 4            | 11           | 15           | 27           | 39     | 13     | 9      | 17     | 48     | 49     | -1 |

### Andamento in campionato
| Giornata  | 1  | 2  | 3  | 4  | 5  | 6  | 7  | 8  | 9  | 10 | 11 | 12 | 13 | 14 | 15 | 16 | 17 | 18 | 19 | 20 | 21 | 22 | 23 | 24 | 25 | 26 | 27 | 28 | 29 | 30 | 31 | 32 | 33 | 34 | 35 | 36 | 37 | 38 |
| --------- | -- | -- | -- | -- | -- | -- | -- | -- | -- | -- | -- | -- | -- | -- | -- | -- | -- | -- | -- | -- | -- | -- | -- | -- | -- | -- | -- | -- | -- | -- | -- | -- | -- | -- | -- | -- | -- | -- |
| Luogo     | T  | C  | T  | C  | T  | C  | T  | C  | T  | C  | T  | C  | C  | T  | C  | T  | C  | T  | C  | C  | T  | C  | T  | C  | T  | C  | T  | C  | T  | C  | T  | T  | C  | T  | C  | T  | C  | T  |
| Risultato | P  | P  | P  | V  | P  | P  | N  | V  | V  | V  | P  | V  | V  | P  | N  | P  | N  | N  | V  | N  | V  | P  | P  | N  | V  | V  | N  | P  | N  | N  | P  | P  | P  | V  | V  | P  | V  | P  |
| Posizione | 18 | 19 | 20 | 16 | 18 | 19 | 18 | 18 | 14 | 10 | 14 | 8  | 6  | 10 | 9  | 10 | 12 | 11 | 10 | 10 | 7  | 11 | 12 | 10 | 8  | 7  | 7  | 10 | 10 | 10 | 12 | 13 | 15 | 13 | 11 | 13 | 9  | 13 |

Legenda:

Luogo: C = Casa; T = Trasferta. Risultato: V = Vittoria; N = Pareggio; P = Sconfitta.

### Statistiche dei giocatori
| Giocatore         | 3. Liga  | 3. Liga | 3. Liga     | 3. Liga    | Coppa di Germania | Coppa di Germania | Coppa di Germania | Coppa di Germania | Totale   | Totale | Totale      | Totale     |
| Giocatore         | Presenze | Reti    | Ammonizioni | Espulsioni | Presenze          | Reti              | Ammonizioni       | Espulsioni        | Presenze | Reti   | Ammonizioni | Espulsioni |
| ----------------- | -------- | ------- | ----------- | ---------- | ----------------- | ----------------- | ----------------- | ----------------- | -------- | ------ | ----------- | ---------- |
| J. Acquistapace   | 26       | 1       | 4           | 0          | 0                 | 0                 | 0                 | 0                 | 26       | 1      | 4           | 0          |
| S. Aydemir        | 23       | 5       | 5           | 0          | 0                 | 0                 | 0                 | 0                 | 23       | 5      | 5           | 0          |
| I. Banović        | 26       | 3       | 4           | 0          | 1                 | 0                 | 0                 | 0                 | 27       | 3      | 4           | 0          |
| M. Barnofsky      | 15       | 0       | 2           | 0          | 0                 | 0                 | 0                 | 0                 | 15       | 0      | 2           | 0          |
| M. Baude          | 18       | 0       | 4           | 0          | 0                 | 0                 | 0                 | 0                 | 18       | 0      | 4           | 0          |
| S. Bertram        | 33       | 9       | 4           | 0          | 1                 | 0                 | 0                 | 0                 | 34       | 9      | 4           | 0          |
| F. Bredlow        | 35       | 0       | 0           | 0          | 1                 | 0                 | 0                 | 0                 | 36       | 0      | 0           | 0          |
| F. Brügmann       | 25       | 1       | 4           | 0          | 1                 | 0                 | 0                 | 0                 | 26       | 1      | 4           | 0          |
| M. Bähre          | 6        | 0       | 0           | 0          | 0                 | 0                 | 0                 | 0                 | 6        | 0      | 0           | 0          |
| D. Diring         | 31       | 3       | 3           | 0          | 1                 | 0                 | 0                 | 0                 | 32       | 3      | 3           | 0          |
| M. Engelhardt     | 36       | 4       | 9           | 1          | 1                 | 0                 | 0                 | 0                 | 37       | 4      | 9           | 1          |
| T. Furuholm       | 18       | 3       | 3           | 0          | 1                 | 0                 | 0                 | 0                 | 19       | 3      | 3           | 0          |
| M. Jansen         | 21       | 0       | 2           | 0          | 1                 | 0                 | 0                 | 0                 | 22       | 0      | 2           | 0          |
| S. Kleineheismann | 33       | 2       | 7           | 0          | 1                 | 0                 | 1                 | 0                 | 34       | 2      | 8           | 0          |
| T. Kruse          | 23       | 1       | 6           | 0          | 1                 | 0                 | 0                 | 0                 | 24       | 1      | 6           | 0          |
| L. Königshofer    | 3        | 0       | 0           | 0          | 0                 | 0                 | 0                 | 0                 | 3        | 0      | 0           | 0          |
| T. Lindenhahn     | 26       | 3       | 4           | 0          | 0                 | 0                 | 0                 | 0                 | 26       | 3      | 4           | 0          |
| P. Mouaya         | 0        | 0       | 0           | 0          | 0                 | 0                 | 0                 | 0                 | 0        | 0      | 0           | 0          |
| T. Müller         | 22       | 2       | 4           | 0          | 0                 | 0                 | 0                 | 0                 | 22       | 2      | 4           | 0          |
| T. Müller         | 0        | 0       | 0           | 0          | 0                 | 0                 | 0                 | 0                 | 0        | 0      | 0           | 0          |
| O. Osawe          | 38       | 10      | 4           | 0          | 1                 | 0                 | 0                 | 0                 | 39       | 10     | 4           | 0          |
| S. Pfeffer        | 26       | 1       | 4           | 0          | 1                 | 0                 | 0                 | 0                 | 27       | 1      | 4           | 0          |
| D. Rau            | 26       | 0       | 4           | 0          | 1                 | 0                 | 0                 | 0                 | 27       | 0      | 4           | 0          |
| L. Stagge         | 3        | 0       | 0           | 0          | 0                 | 0                 | 0                 | 0                 | 3        | 0      | 0           | 0          |
| Y. Tobias         | 0        | 0       | 0           | 0          | 0                 | 0                 | 0                 | 0                 | 0        | 0      | 0           | 0          |
| R. Urban          | 1        | 0       | 0           | 0          | 0                 | 0                 | 0                 | 0                 | 1        | 0      | 0           | 0          |
| A. Wallenborn     | 3        | 0       | 0           | 0          | 0                 | 0                 | 0                 | 0                 | 3        | 0      | 0           | 0          |
| B. Ziegenbein     | 11       | 0       | 1           | 0          | 1                 | 0                 | 0                 | 0                 | 12       | 0      | 1           | 0          |